# Oenocarpus bataua
Espèce
Classification phylogénétique

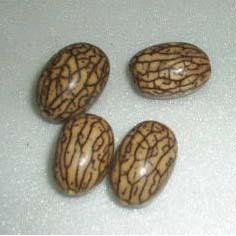
Fruits de lOenocarpus bataua.

Oenocarpus bataua ou Jessenia bataua, appelé aussi patawa, sehe, hungurahua en Équateur ou mingucha, est une espèce de palmier originaire d'Amazonie qui produit des fruits comestibles riches en huile.

## Noms connus
Cette espèce semble avoir connu différents noms scientifiques au cours du temps. Ainsi peut-on signaler les noms suivants , :
- Jessenia bataua subesp. bataua (Mart.) Burret (1928).
- Oenocarpus batawa Wallace (1853), avec une orthographe variable ;
- Jessenia polycarpa H.Karst. (1857) ;
- Jessenia repanda Engl. (1865) ;
- Oenocarpus seje Cuervo Márquez (1913) ;
- Jessenia weberbaueri Burret (1929).

Les noms vernaculaires connus de ce palmier sont : en Guyane « patawa », au Brésil pataua, au Guyana turu et au Suriname patawa-komboe.

## Répartition géographique
Oenocarpus bataua est largement distribué de Panama à Trinidad (Colombie, Venezuela, Guyana, Suriname, nord-est de la Guyane française), ainsi qu'au Brésil, en Bolivie, et au Pérou.
Il pousse du niveau de la mer jusqu'à environ 1 000 mètres d'altitude.
C'est un palmier fréquent sur les bords du río Caquetá et de ses affluents ; on le trouve aussi parfois dans les zones inondées, associé au palmier-bâche (Mauritia flexuosa).

## Caractéristiques physiques
Le stipe est solitaire, érigé, lisse et annelé, d'une hauteur de 10 à 25 m et d'un diamètre de 20 à 30 cm.
Il porte de 10 à 16 feuilles ayant un pétiole de 10 à 50 cm et un rachis de 3 à 7 m de long, avec environ 100 folioles de chaque côté, placées dans le même plan, dont la taille peut aller jusqu'à 2 m de long et 15 cm de large.
L'inflorescence, jaunâtre lors de la floraison et rougeâtre lors de la fructification, mesure de 1 à 2 m, avec un pédoncule allant jusqu'à 40 cm et une bractée pédonculaire jusqu'à 1,5 m.
Son rachis comporte jusqu'à 300 rachilles densément disposés, les plus longues mesurant 1,3 m de long et jusqu'à 7 mm d'épaisseur.
Les fleurs sont jaunes avec des sépales de 2 mm et des pétales de 7 mm.
Le fruit est ovoïde à oblong-ellipsoïde, violacé à noir, avec un apex aigu, il mesure de 2,5 à 4 cm de long et de 2 à 3 cm de diamètre.
Il possède un mésocarpe oléagineux et est consommé par un grand nombre d'animaux, dont les guacharos, les dindons, les perroquets, les cochons sauvages, les tapirs et les souris.

## Utilisation
Le fruit est riche en huile, est très nutritif, et une fois mûr, il peut être consommé directement après trempage dans de l'eau chaude, ou être mis à macérer, puis filtré, pour faire de la chicha.
|
Son huile peut également être extraite et utilisée en cuisine.
Le bourgeon frais est également consommé.
Les jeunes feuilles sont utilisées pour faire des paniers et pour fabriquer des « catarijanas » (pièces de tissu utilisées comme sac à dos pour transporter des objets lourds comme des poteries).
Avec le rachis et les nerfs des pinnules, on fabrique des flèches.